# Aéroport international de Marsa Alam
L'aéroport de Marsa Alam (en arabe : مطار مرسى علم الدولي Matar Marsa Alam Al-Dawliyy) (code IATA : RMF • code OACI : HEMA) est un aéroport égyptien desservant Marsa Alam et ses environs, notamment Port Ghalib.
Il est géré par le groupe français Aéroports de Paris.

## Situation
| \| 100 km1:14 084 000 \| Abou Simbel Taba Sohag Marsa · Alam Louxor Hurghada El-Arich El Nouzha Charm el-Cheikh Le Caire Borg El Arab Assouan Assiout Marsa Matruh |
| 100 km1:14 084 000 |

## Histoire

### Trafic passager
Le graphique qui aurait dû être présenté ici ne peut pas être affiché car il utilise l'ancienne extension Graph, désactivée pour des questions de sécurité. Des indications pour créer un nouveau graphique avec la nouvelle extension Chart sont disponibles ici.

Voir la requête brute et les sources sur Wikidata.

## Compagnies et destinations
| Compagnies                   | Destinations |
| ---------------------------- | --- |
| Air Cairo                    | En saison charter : Linz-Horsching |
| AlbaStar                     | En saison : Bergame-Orio al Serio, Milan-Malpensa En saison charter : Naples-Capodichino, Rimini, Vérone - Villafranca                                                                  |
| Austrian Airlines            | En saison charter : Vienne-Schwechat |
| Blue Panorama Airlines       | En saison charter : Bergame-Orio al Serio, Bologne-Borgo Panigale, Vérone - Villafranca, Vilnius                                                                                        |
| Brussels Airlines            | Bruxelles-National |
| Chair Airlines               | Zurich |
| Condor Flugdienst            | En saison : Leipzig/Halle |
| easyJet                      | Berlin-Brandebourg, Milan-Malpensa, Venise - Marco Polo |
| Edelweiss Air                | Zurich |
| EgyptAir                     | Le Caire |
| Enter Air                    | Charter : Katowice-Pyrzowice, Poznań (Posnanie)-H. Wieniawski, Varsovie-Chopin, Wrocław-N. Copernic En saison charter : Gdańsk-L. Wałęsa                                                |
| Eurowings                    | Vienne-Schwechat |
| FlyEgypt                     | Le Caire |
| Holiday Europe               | En saison charter : Berlin-Schönefeld, Cologne/Bonn-K. Adenauer, Düsseldorf, Francfort, Hambourg-H.-Schmidt, Hanovre, Leipzig/Halle, Munich-F. J. Strauß, Nuremberg-A. Dürer, Stuttgart |
| Jet Time                     | En saison charter : Helsinki-Vantaa |
| Lufthansa                    | En saison charter : Munich-F. J. Strauß |
| Luxair                       | En saison : Luxembourg-Findel |
| Neos                         | Bologne-Borgo Panigale, Milan-Malpensa, Rome Léonard-de-Vinci/Fiumicino, Vérone - Villafranca                                                                                           |
| Smartwings                   | Brno-Tuřany, Ostrava-L. Janáček, Prague-Václav-Havel |
| Smartwings Hungary           | En saison charter : Budapest-Ferenc Liszt |
| Smartwings Poland            | En saison charter : Katowice-Pyrzowice, Varsovie-Chopin |
| Smartwings Slovakia          | En saison charter : Bratislava-M. R. Štefánik |
| Sunclass Airlines            | En saison charter : Copenhague-Kastrup, Stockholm-Arlanda |
| Sundair                      | En saison : Brême, Dresde En saison charter : Berlin-Tegel |
| SunExpress Deutschland       | En saison : Cologne/Bonn-K. Adenauer, Leipzig/Halle |
| Swiss International Airlines | En saison : Genève-Cointrin |
| Transavia                    | En saison charter : Amsterdam |
| TUI Airways                  | Birmingham, Londres-Gatwick, Manchester |
| TUI fly Belgium              | Bruxelles-National |
| TUI fly Deutschland          | Düsseldorf, Francfort, Hanovre, Nuremberg-A. Dürer, Stuttgart En saison : Berlin-Brandebourg, Munich-F. J. Strauß                                                                       |
| TUI fly Netherlands          | Amsterdam |

Édité le 8/03/2018